# Iemand van vroeger (album)
Iemand van vroeger is het derde studioalbum van het Nederlandse duo Suzan & Freek. Het album verscheen op 22 september 2023 op het platenlabel  Sony Music. Het album werd op 21 september 2023 voor de eerste keer volledig gezongen in een uitverkocht Koninklijk Theater Carré in Amsterdam.

## Nummers
1. Cirkels (intro) (0:54)
2. De helft van mij (3:25)
3. Slapeloosheid (2:57)
4. Vas-y (ga maar) (met Claude) (3:07)
5. Kwijt (3:16)
6. Iemand van vroeger (2:56)
7. Nooit meer regen (3:21)
8. Zinloos (3:04)
9. Honderd keer (3:16)
10. Het beste wat ik was (3:04)
11. Andersom net zo (3:14)

## Ontvangst
Het album werd positief ontvangen door professionele recensenten. In hun recensie gaf de Trouw het album 3/5 sterren, en schreven ze over de "[uitnodiging] tot luidkeels meezingen" op vrijwel elk liedje, maar ook de hint van nostalgie in Iemand Van Vroeger en Andersom Net Zo. Ook Nieuweplaat.nl was erg te spreken over het emotionele geladen Andersom Net Zo en de diepgaandere teksten van de liedjes; zij gaven het album een 8/10 en schreven dat "[Suzan en Freek met dit album] bewijzen [..] veel meer in hun mars te hebben" dan het alleen het "produceren van oorwurmen".